# Yuta Mikado
Yuta Mikado (三門 雄大 Mikado Yuta?), född 26 december 1986 i Saitama prefektur, är en japansk fotbollsspelare.
Mikado började sin karriär 2009 i Albirex Niigata. Han spelade 138 ligamatcher för klubben. 2014 flyttade han till Yokohama F. Marinos. Efter Yokohama F. Marinos spelade han för Avispa Fukuoka och Omiya Ardija.